# Bistorta perpusilla
Bistorta perpusilla är en slideväxtart som först beskrevs av Joseph Dalton Hooker, och fick sitt nu gällande namn av Edward Lee Greene. Bistorta perpusilla ingår i släktet ormrötter, och familjen slideväxter. Inga underarter finns listade i Catalogue of Life.